# Stenocercus sinesaccus
Stenocercus sinesaccus este o specie de șopârle din genul Stenocercus, familia Tropiduridae, descrisă de Torres-carvajal în anul 2005. Conform Catalogue of Life specia Stenocercus sinesaccus nu are subspecii cunoscute.